# Kalinine, Troițke
Kalinine (în ucraineană Калініне) este un sat în comuna Bohatka din raionul Troițke, regiunea Luhansk, Ucraina.

## Demografie
Componența lingvistică a localității Kalinine
     Ucraineană (83,33%)
     Rusă (16,67%)
Conform recensământului din 2001, majoritatea populației localității Kalinine era vorbitoare de ucraineană (83,33%), existând în minoritate și vorbitori de rusă (16,67%).